# ويكيبيديا الأيرلندية
ويكيبيديا الأيرلندية (بالأيرلندية: Vicipéid na Gaeilge) هي النسخة الأيرلندية من ويكيبيديا، التابعة لمؤسسة ويكيميديا. تأسست في أكتوبر 2003، وكتب أول مقال فيها في يناير 2004.
مؤسس ويكيبيديا الأيرلندية هو غابريل بيتشام. في سبتمبر 2005، وصل عدد المقالات إلى 1600 وعدد المحررين المشاركين في الكتابة 173. في مارس 2007 كان عدد المحررين الذين يكتبون باستمرار حوالي 20 محررا، وعدد المقالات 7000. في يوليو 2010 فاق عدد المقالات 11000، وتحتل ويكيبيديا الأيرلندية المرتبة 93 بحسب عدد المقالات.
نظرت الصحافة الأيرلندية إلى النسخة الأيرلندية من ويكيبيديا بإيجابية. قال الباحث باري مكمالين من جامعة مدينة دبلن أن ويكيبيديا الأيرلندية مفيدة، بالرغم من أنها من المستبعد أن تصل إلى حجم الويكيبيديات الأخرى باللغات الأكثر انتشارا. يعتقد مكمالين أن البحث عن المعرفة في مواضيع معينة قد يكون أكثر فاعلية فيها من في ويكيبيديا الإنجليزية أو غيرها، بسبب احتواءها على معلومات غير موجودة في غيرها. أما مصادر أكاديمية أخرى، فقد شددت على أهمية الموقع التعليمية.

## الإحصائيات
| عدد المستخدمين المسجلين | عدد المستخدمين النشيطين | عدد المقالات | صفحات المحتوى | عدد التعديلات | عدد الملفات المرفوعة | عدد الإداريين |
| ----------------------- | ----------------------- | ------------ | ------------- | ------------- | -------------------- | ------------- |
| 65٬357                  | 90                      | 61٬567       | 108٬835       | 1٬258٬312     | 1٬005                | 7             |